# Ehenfeld
Ehenfeld ist seit dem 1. Januar 1971 ein Gemeindeteil der Stadt Hirschau im Landkreis Amberg-Sulzbach in der Oberpfalz in Bayern.

## Geographie

### Geographische Lage
Die Gemarkung Ehenfeld und der Ort Ehenfeld liegen im nördlichen Stadtgebiet von Hirschau an der Grenze des Landkreises Amberg-Sulzbach zum Landkreis Neustadt an der Waldnaab. Man erreicht das Pfarrdorf von Hirschau aus nach vier Kilometern über die Kreisstraße AS 18.
Nördlich von Ehenfeld liegen Massenricht, Träglhof und Rödlas, im Osten Kindlas und Kohlberg, im Süden Hirschau und im Westen Großschönbrunn.

### Geologie
Zwischen Massenricht und Ehenfeld verläuft die sogenannte Freihunger Störung, entlang der Gesteinsschichten bis zu 1500 Meter herausgehoben wurden, wodurch die zirka 88 Millionen Jahre alten Gesteine der Oberkreide bei Ehenfeld direkt neben die etwa 280 Millionen Jahre alten Ablagerungen des Rotliegend gelangten, auf denen Massenricht, Rödlas und Träglhof liegen.

### Topographie
Das Dorf liegt an der südöstlichen Flanke des Rödlasberges. Der Ortskern von Ehenfeld befindet sich auf 464 m ü. NN. Die Spitze des Rödlasberges, etwa einen Kilometer nordwestlich des Ortskerns, hat eine Höhe von 579 m ü. NN. Der Rödlasberg ist der westliche Abschluss des Höhenzuges zwischen dem Ehenbachtal und dem Röthenbachtal beziehungsweise Haidenaabtal.
Südwestlich von Ehenfeld entspringt der Ehenbach, der nach 18 km rechts in die Naab mündet.

### Klima
Ehenfeld liegt in der kühlgemäßigten Klimazone (effektive Klimaklassifikation nach Köppen und Geiger: Cfb). Das ganze Jahr über gibt es deutliche Niederschläge, selbst der trockenste Monat weist noch hohe Niederschlagsmengen auf. Die Jahresdurchschnittstemperatur in Ehenfeld liegt bei 7,8 °C. Jährlich fallen durchschnittlich etwa 662 mm Niederschlag.

## Geschichte
1130 wurde Ehenfeld als „Ehenvelt“ zum ersten Mal urkundlich erwähnt und am 3. März 1293 ein zweites Mal als „Eheveld“. Der Name hat seine Wurzeln im Wort Ährenfeld. Aus der heutigen Aussprache des Namens durch die Einheimischen in der nordbairischen Mundart ist diese ursprüngliche Bedeutung des Namens noch deutlich herauszuhören. Am 3. Januar 1325 überließ Ludwig der Bayer Ehenfeld Heinrich von Lengenfeld für den an der Schlacht bei Mühldorf erlittenen Schaden.
Im Hoch- und Spätmittelalter lag Ehenfeld im Kreuzungsgebiet zweier wichtiger Handelsstraßen, der Goldenen Straße zwischen Nürnberg und Prag und der Verbindung Frankfurt am Main – Amberg – Regensburg. Amberg war in dieser Zeit das Zentrum der Eisenproduktion in Europa und Endstation der Salzschiffe aus dem Süden. Die heutige AS 19, die frühere Hohe Straße und auch ein Weg weiter nördlich, im Buch,  kommen als Fragmente der Goldenen Straße in Betracht. Auf dem heutigen Kirchberg in Ehenfeld stand damals eine Befestigungsanlage. Das Leichenhaus war ursprünglich ein Wehrturm. Ob diese Wehranlage zum Schutz oder zur Wegelagerei diente, ist unbekannt. Im ältesten Teil der Kirche, der jetzigen Sakristei, befinden sich Fresken aus dem 12. bis 15. Jahrhundert.
An die Pest in der Zeit des Dreißigjährigen Krieges erinnert das 1998 renovierte Pestmarterl am Dorfeingang. An der heutigen AS 19 befindet sich das Schwedenkreuz. Dort soll sich ein Gehöft befunden haben, das im Dreißigjährigen Krieg Plünderungen zum Opfer fiel. Ähnliches Schicksal soll Gehöfte in Irles, Bimbach, Buch und Axelshof ereilt haben, deren Bewohner sich in der näheren Umgebung der Kirchfestung in Ehenfeld ansiedelten. Im Irles wurden Hufeisen von Gustav Adolfs Pferden gefunden. Nach der Überlieferung befand sich im Buch, einem Waldgebiet im Nordwesten von Ehenfeld, eine Burg- oder Schlossanlage.
Schon zu Beginn der Neuzeit verlagerte sich die Route der Goldenen Straße ab Hirschau weg von Ehenfeld weiter nach Süden. Als die Bedeutung der Oberpfalz für die Eisenherstellung schwand, war dies auch das Ende der zweiten Nord-Süd-Handelsstraße. Ehenfeld lag damit abseits. Die Bevölkerungszahl stagnierte, während sie sich in den Orten am neuen Verlauf der Verbindung Prag – Nürnberg, der heutigen B 14, kontinuierlich fortentwickelte. Steuerbeschreibungen aus den Jahren 1650 und 1700 weisen Ehenfeld als Bauern- und Handwerkerdorf aus, was es bis in die 1970er Jahre blieb.
Aus schriftlichen Belegen geht hervor, dass im Jahre 1804 in Ehenfeld 40 Bauern, 13 Austrägler und sieben Tagelöhner wohnten. Dazu kamen ein Schuhmacher, zwei Zimmerleute, drei Weber und ein Schmied. Im 19. und in der ersten Hälfte des 20. Jahrhunderts nahm die Zahl der gewerblichen Betriebe zu. Im Jahr 1843 waren zwei Metzger (als Zu- oder Nebenerwerbslandwirte), vier Schneider, drei Schuhmacher, drei Leinweber, ein Schmied und zwei Wirte ansässig. Im März 1939 verfügte Ehenfeld über zwölf Handwerksbetriebe mit 22 Beschäftigten und einen Einzelhandelsbetrieb mit zwei Beschäftigten.
1969 wurden noch 56 landwirtschaftliche Betriebe bewirtschaftet, 33 davon als Nebenerwerbsbetriebe. Die Gesamtzahl der in der Landwirtschaft Beschäftigten betrug 106, davon waren 33 in den Nebenerwerbsbetrieben tätig. Vier Handwerksbetriebe beschäftigten elf Mitarbeiter und zwei Einzelhandelsgeschäfte je zwei. Auch zwei kleine Industriebetriebe waren ansässig, die Tongruben Monika der Firma Buchtal GmbH und Barbara der Ton- und Schamotte-Werke Ponholz. In diesen Gruben verdienten 18 Personen ihren Lebensunterhalt. Damals pendelten bereits 107 Arbeitnehmern aus, Einpendler gab es drei. 1995 verfügte Ehenfeld noch über 12 Handwerksbetriebe und 25 landwirtschaftliche Betriebe.

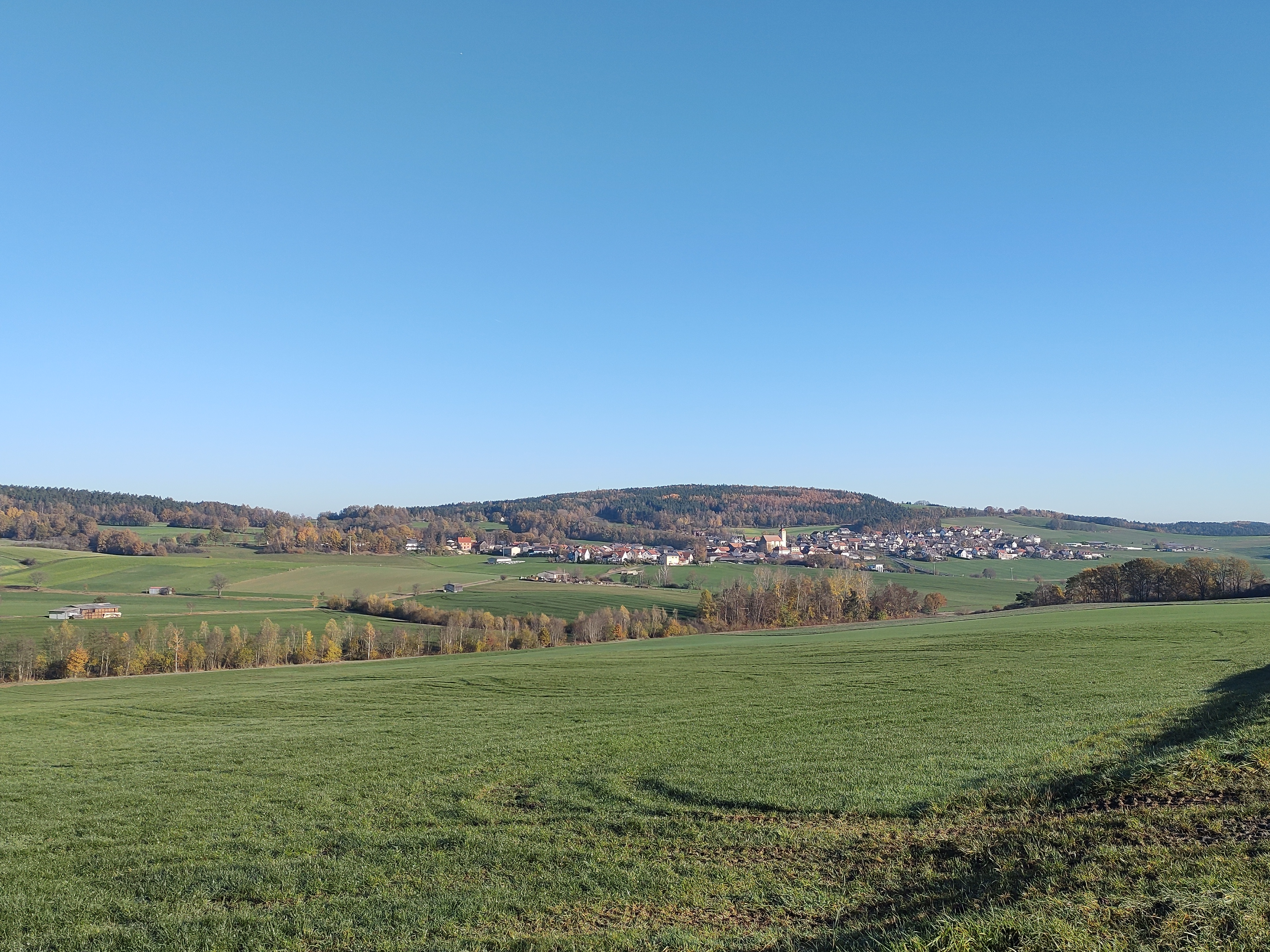
Blick auf den Ehenfeld von Süden
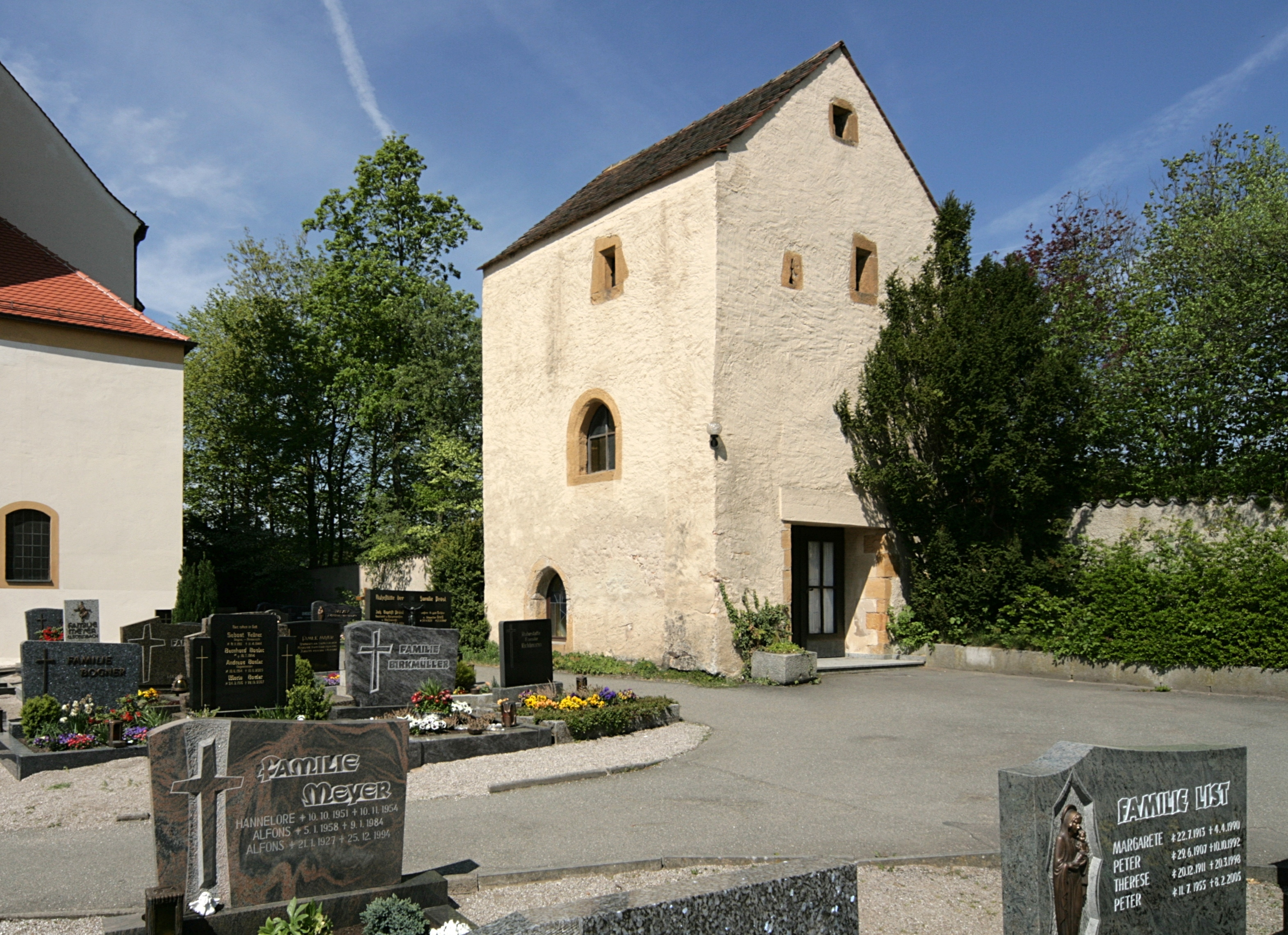
Leichenhaus, ehemaliger Wehrturm
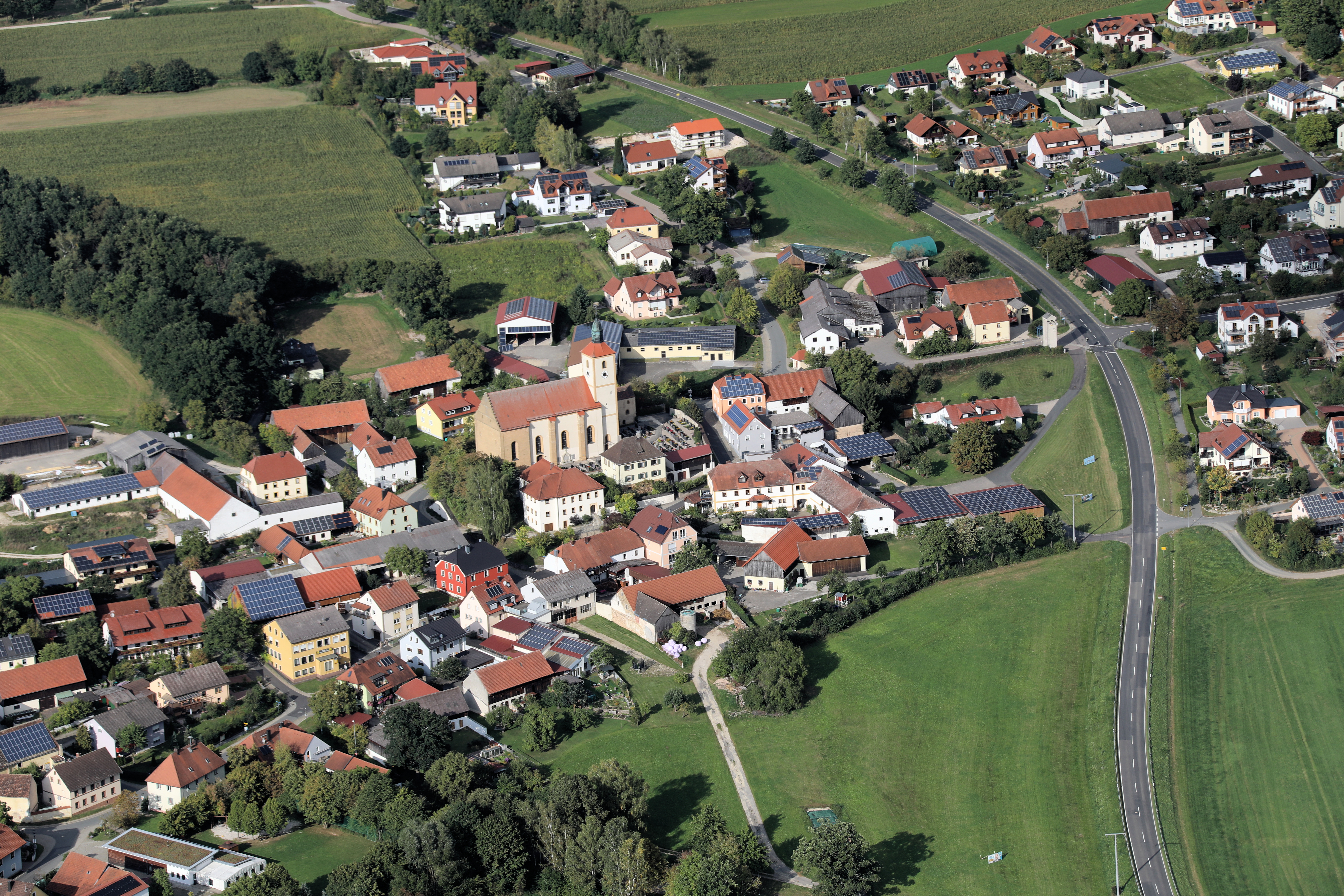
St. Michael (2023)
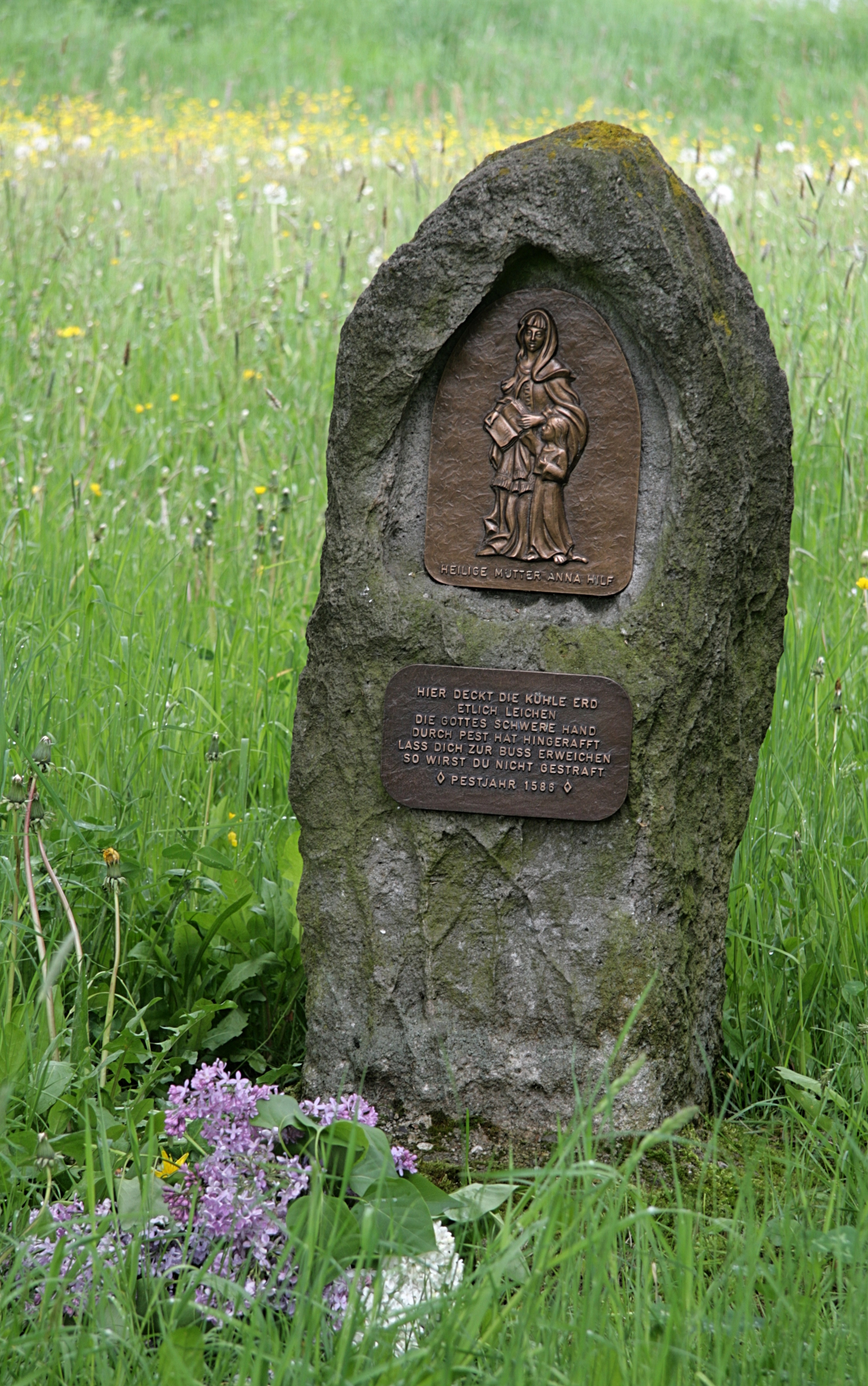
Pestmarterl
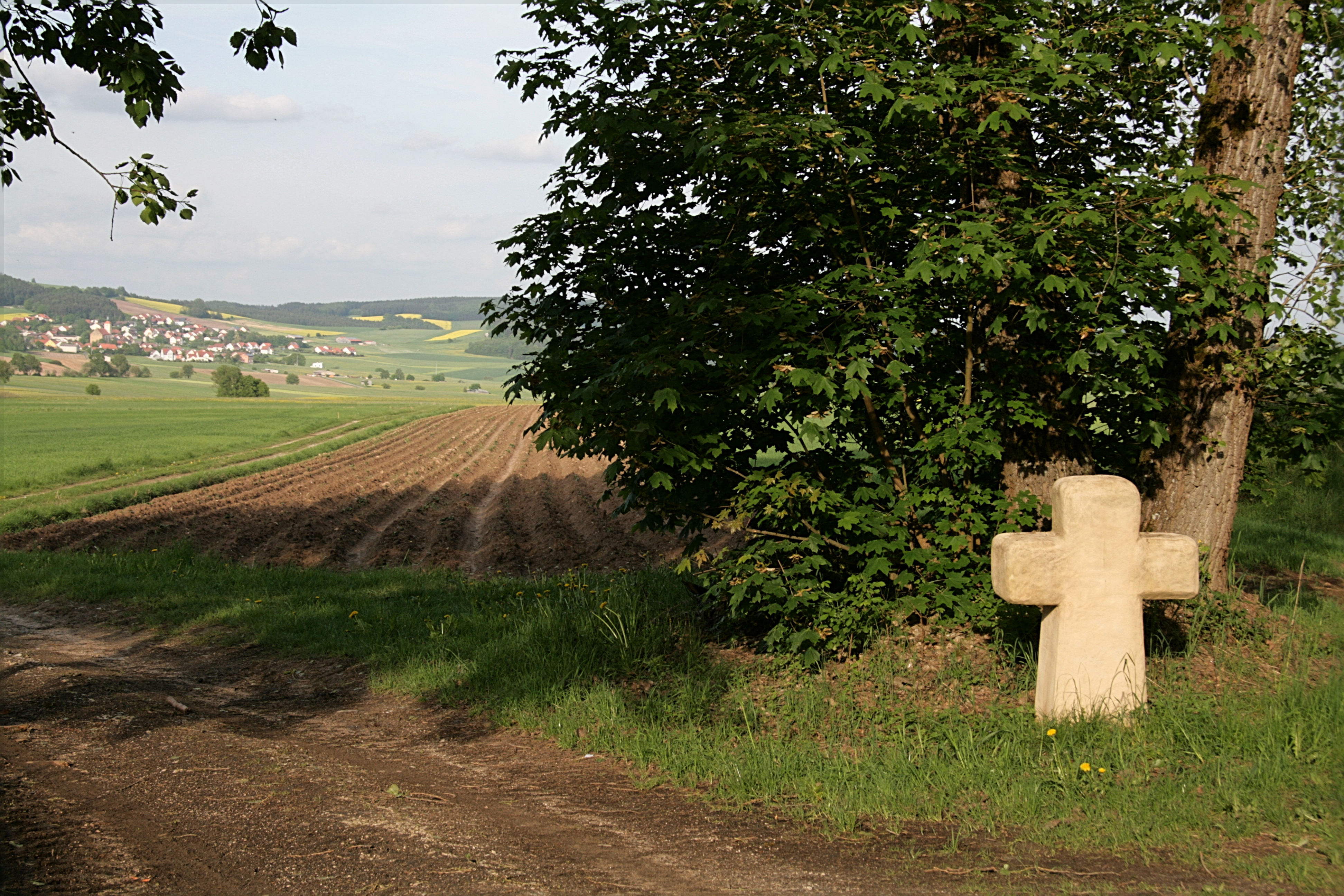
Schwedenkreuz
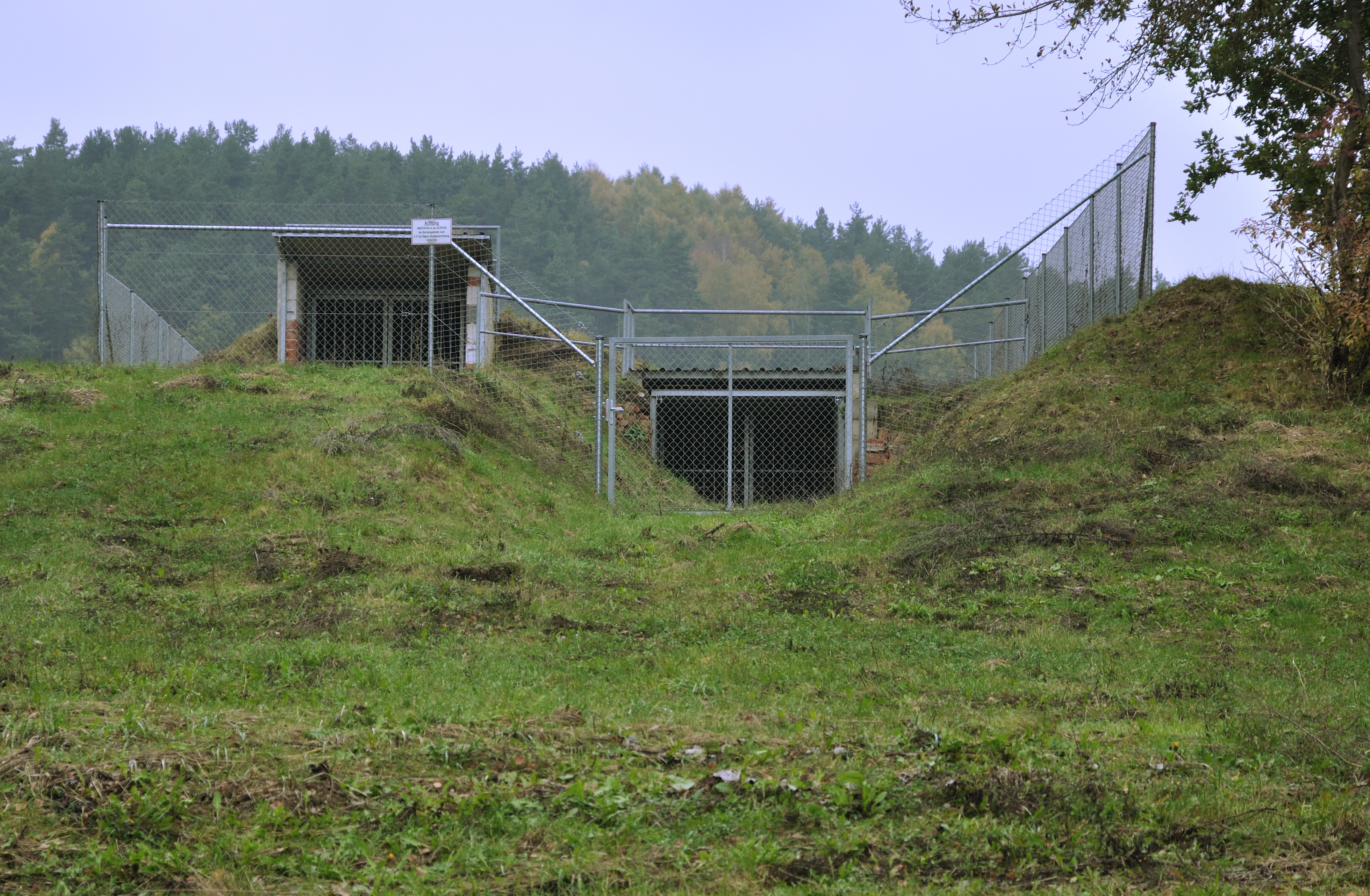
Zugang Tongrube Monika
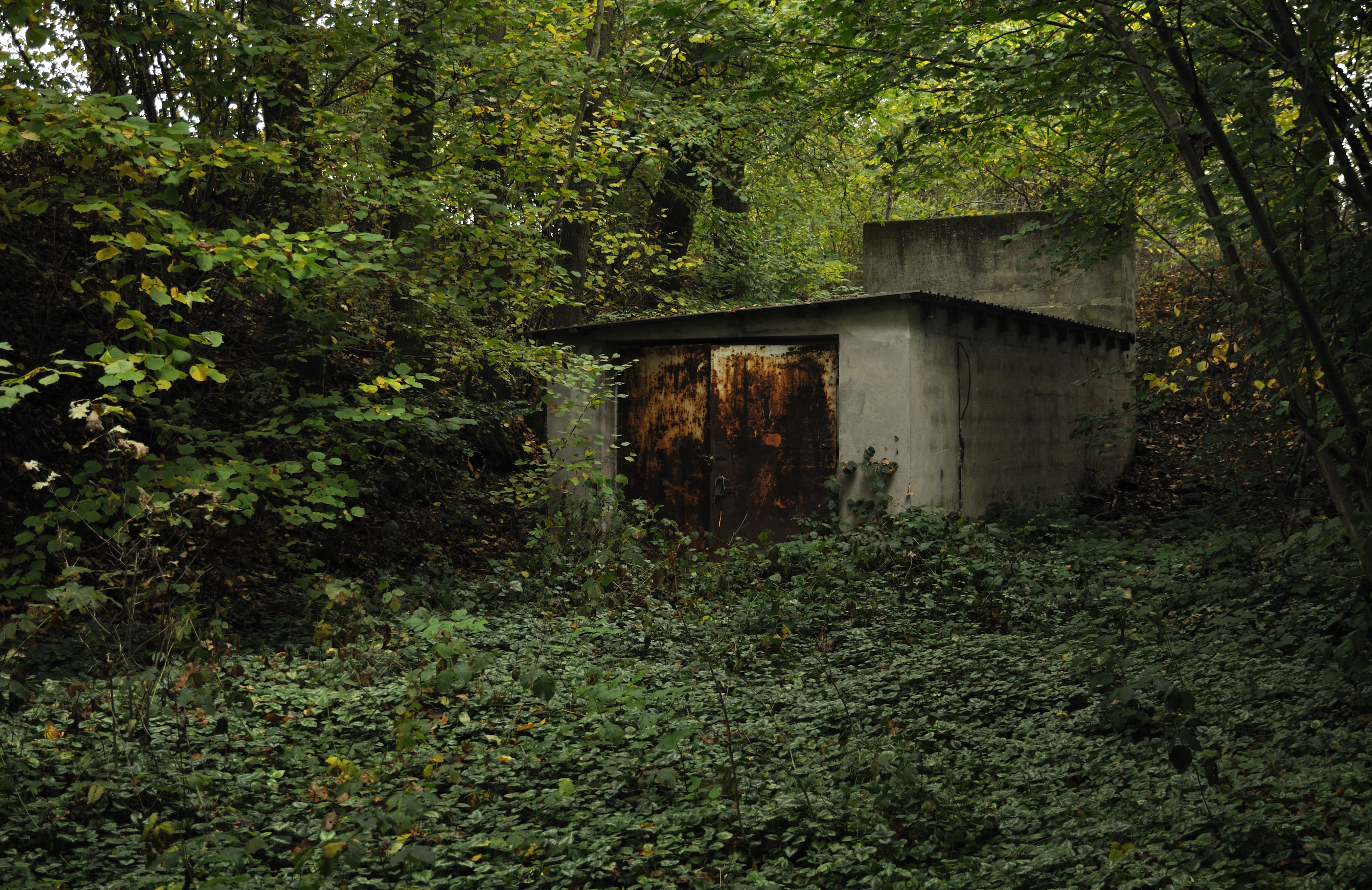
Zugang Tongrube Barbara

Vergleicht man die Ortsansicht Ehenfelds (aus der Vogelperspektive) des Jahres 1970 mit der des Jahres 1852, stellt man fest, dass sich der alte Ortskern in diesen 120 Jahren kaum verändert hat. Die Ortsdurchfahrt in Richtung Großschönbrunn hatte bis zu Beginn der Dorferneuerung 1998 das alte für Ehenfeld typische Straßenpflaster. In den 70er Jahren wurde im Osten des Ortskerns an der Kindlaser Straße ein Baugebiet mit 46 Bauplätzen erschlossen. 1995 wurde dieses Baugebiet erweitert und 32 Bauplätze wurden südlich davon Am Zeilerweg ausgewiesen.
Ehenfeld erhielt 1906 die erste Wasserleitung. Mit finanzieller Unterstützung eines privaten Spenders wurde die Quelle bei den Erlenstauden gefasst und eine Wasserleitung zur Versorgung des Dorfes gebaut. Die Nachbarstadt Hirschau erhielt eine Wasserleitung erst in den Jahren 1950 bis 1953. Eine Kanalisation erhielt das Dorf in den Jahren 1954 bis 1956. Vorher flossen die Abwässer auf den nicht befestigten Straßen und ab 1935 in gepflasterten Gräben neben der Straße. Ehenfeld wurde 1922 an das Elektrizitätsnetz angeschlossen.
Mit der bayerischen Gebietsreform verlor Ehenfeld am 1. Januar 1971 seine Eigenständigkeit und wurde in der sogenannten „Freiwilligkeitsphase“ in die Stadt Hirschau eingemeindet. Mit seinen ca. 20 Vereinen und Gruppierungen besteht das Dorf gleichwohl weiter.

### Einwohnerentwicklung
1894 zählte Ehenfeld 488 Einwohner, 1933 waren es nur noch 415, bis 1939 hatte Ehenfeld wieder einen leichten Zuwachs zu verzeichnen. In diesem Jahr hatte es 425 Einwohner. Mit der Aufnahme der Heimatvertriebenen nach dem Zweiten Weltkrieg stieg die Einwohnerzahl sprunghaft und erreichte 1946 ihren Höchststand mit 551, wobei 25 Prozent der Gesamtbevölkerung Heimatvertriebene waren. Die Einwohnerzahl betrug 1995 598, 1998 634.

## Religion
Die Glaubenswirren des 16. und 17. Jahrhunderts wirkten sich auch auf Ehenfeld aus. Es ist anzunehmen, dass Ehenfeld mehrmals das Bekenntnis wechselte.
Als im Jahr 1544 das Zisterzienserkloster Heilsbronn, dem die Pfarrei Hirschau seit 1352 zugeordnet war, ohne die Erlaubnis des Regensburger Bischofs den Pfarrer Johannes Singer einsetzte, der lutherischen Bekenntnisses war, und versprach, „das Wort lauter und rein zu verkünden“, sah die Hirschauer Bürgerschaft keine Schwierigkeit, wohl aber die von Ehenfeld.
Im Jahr 1628 wurde Ehenfeld endgültig katholisch. Die heutige katholische Pfarrgemeinde St. Michael besteht aus allen Teilen der früheren Gemeinden Ehenfeld und Massenricht. Sie umfasst die Ortschaften Ehenfeld, Massenricht, Kindlas, Rödlas, Obersteinbach, Untersteinbach, Träglhof, Ebenhof, Hölzlmühle und Hummelmühle mit zusammen etwa 1100 Gläubigen. Ehenfeld ist als Pfarrgemeinde noch selbständig, bildet aber mit der Pfarrgemeinde Hirschau seit 2003 eine Seelsorgeeinheit.
Die evangelischen Christen auf dem Gebiet der ehemaligen Gemeinde Ehenfeld gehören zur Pfarrei Kohlberg.

## Kultur und Sehenswürdigkeiten

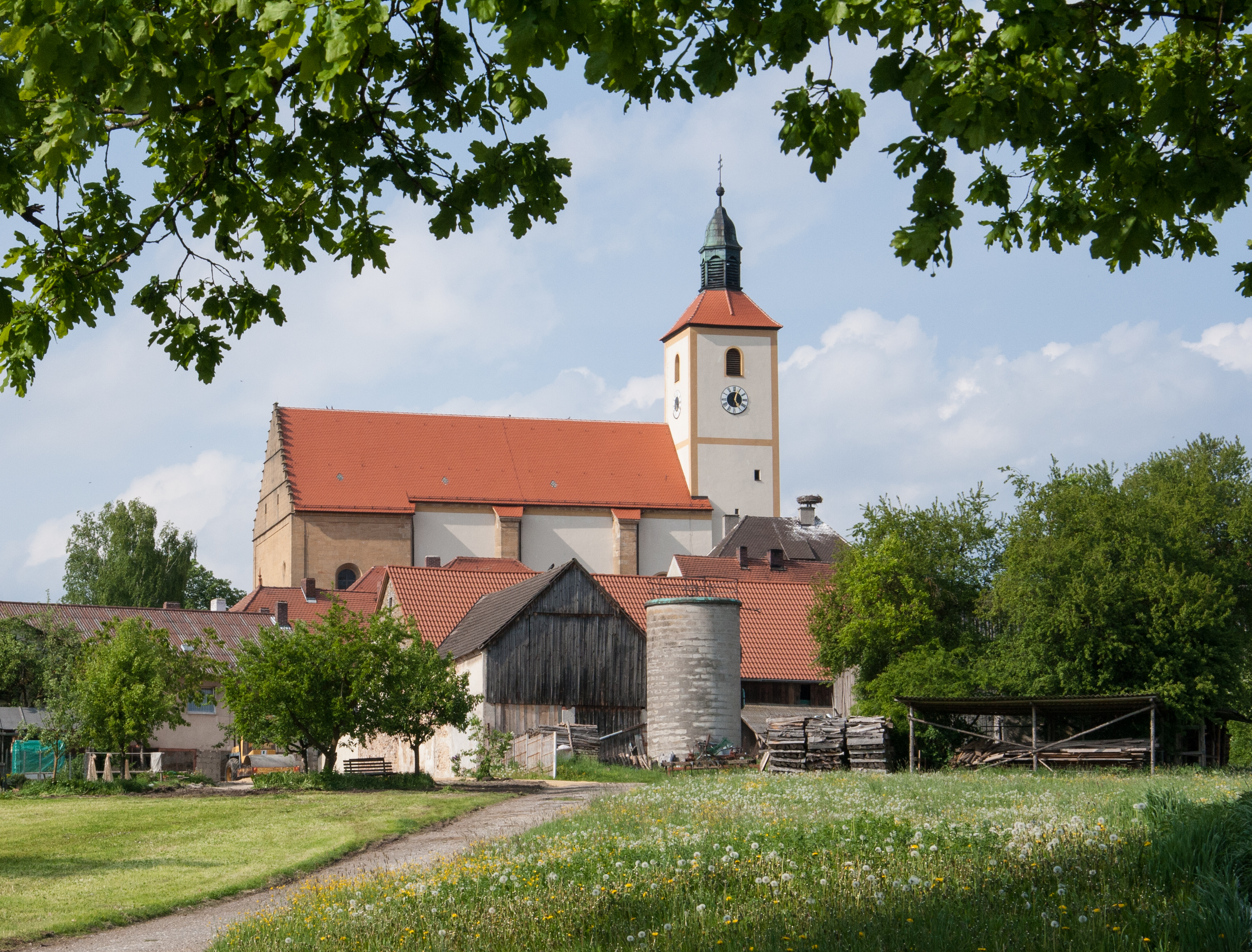

### Bauwerke
Siehe auch: Liste der Baudenkmäler in Hirschau#Ehenfeld

#### Pfarrkirche Ehenfeld
Im ältesten Teil der Kirche, der jetzigen Sakristei, befinden sich Fresken aus dem 12. bis 15. Jahrhundert.
Die Kirche ist in der Bayerischen Denkmalliste des Bayerischen Landesamtes für Denkmalpflege unter der Akten-Nr. D-3-71-127-37 geführt.

### Vereine

#### Männerchor Ehenfeld
Im Jahr 1946 konnte Pfarrer Alfons Karl mehrere Jugendliche für ein Mitwirken im Kirchenchor begeistern. Im Juli 1952 gründeten zehn junge Männer – acht davon waren bereits aktive Sänger – das Doppelquartett Harmonie. Im Laufe der Jahre nahm die Zahl der Sänger weiter zu, so dass am 2. März 1968 der Verein in Männerchor Ehenfeld umbenannt wurde. Seit dem Jahr 1975 tragen alle aktiven Sänger bei Auftritten einen Trachtenanzug (Oberpfälzer Tracht). In den Jahren 1967 und 1983 produzierte der Bayerische Rundfunk Archivaufnahmen mit dem Männerchor Ehenfeld.

#### DJK Ehenfeld-Massenricht e. V.
Mit der Gründung der DJK Ehenfeld-Massenricht am 12. Februar 1967 im Gasthaus Meier in Ehenfeld erfüllten sich 14 begeisterte Fußballer aus Ehenfeld und Massenricht den Wunsch, im eigenen Verein Fußball zu spielen. 1971 wurde auf der Löschenhöhe das vereinseigene Sportheim eingeweiht. Im Laufe der Jahre hat sich das Angebot stark erweitert. Damengymnastik, Yoga, Skigymnastik, Kinderturnen und eine Laufgruppe kamen dazu.

## Wirtschaft, Bildung und Infrastruktur

### Bildung

#### Kindergarten
Im Jahr 1950 eröffnete die Pfarrgemeinde Ehenfeld einen Kindergarten unter Leitung der Schwestern vom Heiligen Kreuz. Im Jahr 1960 wurde aufgrund der steigenden Kinderzahlen der Anbau eines Gruppenraums nötig, dem ein Garderoben-, Waschraum- und Toiletten-Anbau folgte. Die Einweihung der neuen Räumlichkeiten nahm Weihbischof Josef Hiltl vor. Von 1989 bis 1991 wurde das Kindergartengebäude komplett saniert und umgebaut. Die Einweihung erfolgte durch Weihbischof Vinzenz Guggenberger.
Im Jahr 2002 wurde eine erneute Erweiterung notwendig. Einen personellen Einschnitt erfuhr der Kindergarten 2001, als die Schwestern vom Heiligen Kreuz aus Ehenfeld abgezogen wurden. Seitdem werden die Kinder durch weltliches Personal betreut.
Seit 2009 gibt es im Kindergarten auch Mittagessen.
Im Juli 2019 wurden in der Raumluft des Kindergartens in Ehenfeld Sporen giftiger Schimmelpilze nachgewiesen. Übergangsweise zogen Kinder und Erzieherinnen deswegen zum neuen Kindergartenjahr in drei Räume in die Hirschauer Mittelschule, damit der Betrieb aufrechterhalten werden konnte. Zum 1. April 2020 wechselte die Trägerschaft des Kindergartens von der katholischen Kirchenstiftung zum Kreisverband des Bayerischen Roten Kreuzes. Das Rote Kreuz betreibt den Kindergarten nun in insgesamt 16 Containern, die auf dem Grundstück der Grundschule aufgestellt wurden. Die Container bieten 285 Quadratmetern Platz für Gruppen- und Funktionsräume.
Der Kindergarten wurde vom Deutschen Chorverband bereits mehrmals mit der Auszeichnung Felix geehrt.

#### Schule
In Ehenfeld gibt es eine Grundschule mit zwei jahrgangskombinierten Klassen und insgesamt 35 Schülerinnen und Schülern (Stand: Schuljahr 2015/16).
Schüler aus Hirschau, die weiterführende Schulen besuchen, müssen nach Amberg, Sulzbach-Rosenberg oder Nabburg pendeln.

### Verkehr
Ehenfeld liegt an der Kreisstraße AS 18 zwischen Hirschau und Massenricht.
An den öffentlichen Nahverkehr ist Ehenfeld mit einer Buslinie angebunden, der Linie 59 der RBO über Lintach nach Amberg (VGN-Linie 459).

## Persönlichkeiten

### Söhne und Töchter der ehemaligen Gemeinde Massenricht
- Franz Kustner, Abgeordneter des Bayerischen Landtags 2002–2008, Bezirkspräsident Oberpfalz des Bayerischen Bauernverbandes